# Monoxenus turrifer
Monoxenus turrifer là một loài bọ cánh cứng trong họ Cerambycidae.